# Bernd Fabritius
Bernd-Bernhard Fabritius (n. 14 mai 1965, Agnita, Regiunea Brașov, România) este un politician german din partea CSU. Din 7 noiembrie 2014 este președintele Federației Germane a Expulzaților (BdV). Din 11 aprilie 2018 este delegat federal pentru minorități naționale (Beauftragter der Bundesregierung für Aussiedlerfragen und nationale Minderheiten).

## Biografie
Fabritius s-a născut la Agnita în 1965. A urmat cursurile Liceului Brukental din Sibiu. În 1984 a emigrat cu părinții în Bavaria, la Waldkraiburg, unde bunicul matern se stabilise după ce a fost deportat din România în Uniunea Sovietică.
A studiat Dreptul și Politologia la München. Este profesor asociat la Universitatea „Lucian Blaga” din Sibiu și la Universitatea Româno-Germană din Sibiu.
În anul 2007 Fabritius a fost ales președinte al Asociației Sașilor Transilvăneni din Germania. La alegerile din 2013 a candidat pe listele Uniunii Creștin-Sociale (CSU) din landul Bavaria și a obținut un loc în Bundestag. A fost membru al comisiei pentru afaceri europene din Bundestag și raportor pentru Ucraina. Până în 2017 a fost membru al Bundestagului. În anul 2021 a devenit din nou parlamentar german.
Fabritius trăiește într-o uniune civilă cu partenerul său de viață și nu face un secret din orientarea sa homosexuală.

## Distincții
- Ordinul Național „Pentru Merit” în grad de Mare Ofițer (2022)[16]